# Diecezja Jass

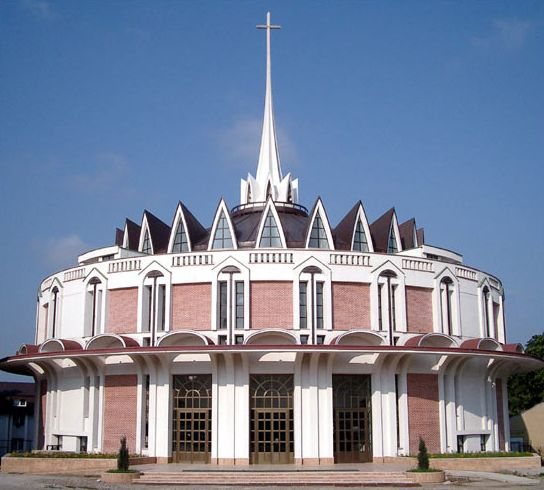
Katedra katolicka w Jassach

Diecezja Jass (łac. Dioecesis Iasensis, rum. Episcopia Romano-Catolică de Iași) – katolicka diecezja rumuńska położona we wschodniej części kraju, obejmująca swoim zasięgiem terytorium historycznej Mołdawii. Siedziba biskupa znajduje się w katedrze NMP Królowej w Jassach.

## Historia
Pierwszą katolicką diecezją na terenie Mołdawii było utworzone około roku 1370 przez papieża Urbana V biskupstwo sereckie, które zanikło w 1515 w związku z najazdami tureckimi. Została reaktywowana w 1591 przez papieża Grzegorza XIV jako diecezja bakowska, w skład którego wchodziły tereny historycznych ziem: Wołoszczyzny, Besarabii i wspominanej wyżej Mołdawii. W 1621 została ona podporządkowana polskiej metropolii lwowskiej. Większość biskupów stanowili Polacy, wywodzący się ze zgromadzeń zakonnych. 
W 1818 przy reorganizacji granic metropolii lwowskiej diecezja zanikła, a w jej miejsce utworzono wikariat apostolski Mołdawii z siedzibą w Jassach. Zmiany przyniosło dopiero całkowite uniezależnienie się Mołdawii od Imperium Osmańskiego i połączenie się z Wołoszczyzną, a następnie proklamowanie królestwem w 1881. 27 czerwca 1884 papież Leon XIII na mocy konstytucji apostolskiej Quae in christiani nominis incrementum przekształcił dotychczasowy wikariat w pełnoprawną diecezję.

## Biskupi
- ordynariusz – bp Iosif Păuleț
- biskup pomocniczy – Petru Sescu
- Biskup senior – bp Petru Gherghel

## Podział administracyjny
W skład diecezji wchodzą parafie, zgrupowane w 10 dekanatach:
- Dekanat bakowski – 17 parafii,
- Dekanat bukowiński – 12 parafii,
- Dekanat Jassy – 18 parafii,
- Dekanat Moinești – 12 parafii,
- Dekanat Piatra – 11 parafii,
- Dekanat Roman – 18 parafii,
- Dekanat Traian – 18 parafii,
- Dekanat Trotuș – 13 parafii,
- Dekanat Siretului – 12 parafii,
- Dekanat Vrancea – 8 parafii

## Główne świątynie
- Katedra NMP Królowej w Jassach
- Bazylika Wniebowzięcia Najświętszej Marii Panny w Cacica